# Chaume-et-Courchamp
Chaume-et-Courchamp és un municipi francès, situat al departament de la Costa d'Or i a la regió de Borgonya - Franc Comtat. L'any 2007 tenia 144 habitants.

## Demografia

### Població
El 2007 la població de fet de Chaume-et-Courchamp era de 144 persones. Hi havia 63 famílies, de les quals 20 eren unipersonals (12 homes vivint sols i 8 dones vivint soles), 27 parelles sense fills, 12 parelles amb fills i 4 famílies monoparentals amb fills.
La població ha evolucionat segons el següent gràfic:
Habitants censats

### Habitatges
El 2007 hi havia 85 habitatges, 62 eren l'habitatge principal de la família, 12 eren segones residències i 11 estaven desocupats. 83 eren cases i 2 eren apartaments. Dels 62 habitatges principals, 50 estaven ocupats pels seus propietaris, 10 estaven llogats i ocupats pels llogaters i 2 estaven cedits a títol gratuït; 3 tenien dues cambres, 13 en tenien tres, 12 en tenien quatre i 35 en tenien cinc o més. 52 habitatges disposaven pel capbaix d'una plaça de pàrquing. A 20 habitatges hi havia un automòbil i a 37 n'hi havia dos o més.

### Piràmide de població
La piràmide de població per edats i sexe el 2009 era:
| Homes | Edats   | Dones |
| ----- | ------- | ----- |
| 0     | 95 o +  | 0     |
| 0     | 90 a 94 | 0     |
| 0     | 85 a 89 | 0     |
| 0     | 80 a 84 | 4     |
| 0     | 75 a 79 | 0     |
| 12    | 70 a 74 | 0     |
| 4     | 65 a 69 | 0     |
| 4     | 60 a 64 | 8     |
| 0     | 55 a 59 | 12    |
| 8     | 50 a 54 | 0     |
| 4     | 45 a 49 | 4     |
| 4     | 40 a 44 | 8     |
| 4     | 35 a 39 | 8     |
| 4     | 30 a 34 | 4     |
| 0     | 25 a 29 | 0     |
| 4     | 20 a 24 | 0     |
| 16    | 15 a 19 | 0     |
| 0     | 10 a 14 | 4     |
| 8     | 5 a 9   | 4     |
| 4     | 0 a 4   | 4     |

## Economia
El 2007 la població en edat de treballar era de 97 persones, 79 eren actives i 18 eren inactives. De les 79 persones actives 73 estaven ocupades (38 homes i 35 dones) i 6 estaven aturades (6 homes). De les 18 persones inactives 6 estaven jubilades, 6 estaven estudiant i 6 estaven classificades com a «altres inactius».

### Ingressos
El 2009 a Chaume-et-Courchamp hi havia 59 unitats fiscals que integraven 132,5 persones, la mediana anual d'ingressos fiscals per persona era de 17.474 €.

### Activitats econòmiques
L'únic establiment que hi havia el 2007 era d'una empresa de comerç i reparació d'automòbils.
L'any 2000 a Chaume-et-Courchamp hi havia 4 explotacions agrícoles que ocupaven un total de 676 hectàrees.

## Poblacions més properes
El següent diagrama mostra les poblacions més properes.